# Plectris bruchi
Plectris bruchi är en skalbaggsart som beskrevs av Moser 1924. Plectris bruchi ingår i släktet Plectris och familjen Melolonthidae. Inga underarter finns listade i Catalogue of Life.